# Oreina melancholica
Oreina melancholica là một loài bọ cánh cứng trong họ Chrysomelidae. Loài này được Heer miêu tả khoa học năm 1845.